# يو أي زي 452
يو أي زي 452 هي عائلة من عربات النقل للطرق الوعرة تنتجها يو أي زي منذ عام 1965. وتنتج السيارة على نطاق واسع للأغراض المدنية والعسكرية وتُباع في روسيا كما تُصدر إلى دول العالم المختلفة.
تملك سيارة نقل الركاب بابان أمامين وباب جانبي بالإضافة إلى الابواب الخلفية. ويمكن أن تحمل 8 ركاب إضافة إلى السائق أو 800 كغم من البضائع.كما طورت منها سيارات حمل لنقل البضائع وسيارات أسعاف.
وتستخدم سيارة يو أي زي 452 محرك سعة 2,7 لتر يولد قدرة 112 حصان مع نظام تبديل من خمس سرعات والسيارة دفع خلفي مع خيار متوفر لدفع رباعي.

## الأنواع
تنتج السيارة بنماذج مختلفة لتخدم أغراض متعددة وهذه النماذج:
- يو أي زي 452 في وهي حافلة صغيرة وتتسع لعشرة ركاب بالإضافة إلى السائق والمقاعد في مقصورة الركاب تكون بشكل صفين متقابلين.
- يو أي زي 3701 وهي فان حمولة 850 كغم وتتميز بوجود فتحتان للتزد بالوقود في الجهتين اليمنى واليسرى.[2]
- يو أي زي 452 أي وهي سيارة أسعاف تتسع 4 حمالات أو 6 مقاعد للمرضى مع مقعد للمسعف الطبي.[3]
- يو أي زي 452 دي وهي سيارة حمل مع مقعدين وحمولة 852 كغم.
- يو أي زي 3909 فارمر (الفلاح) دبل كاب تتسع لستة ركاب وحمولة 450 كغم.

## معرض الصور

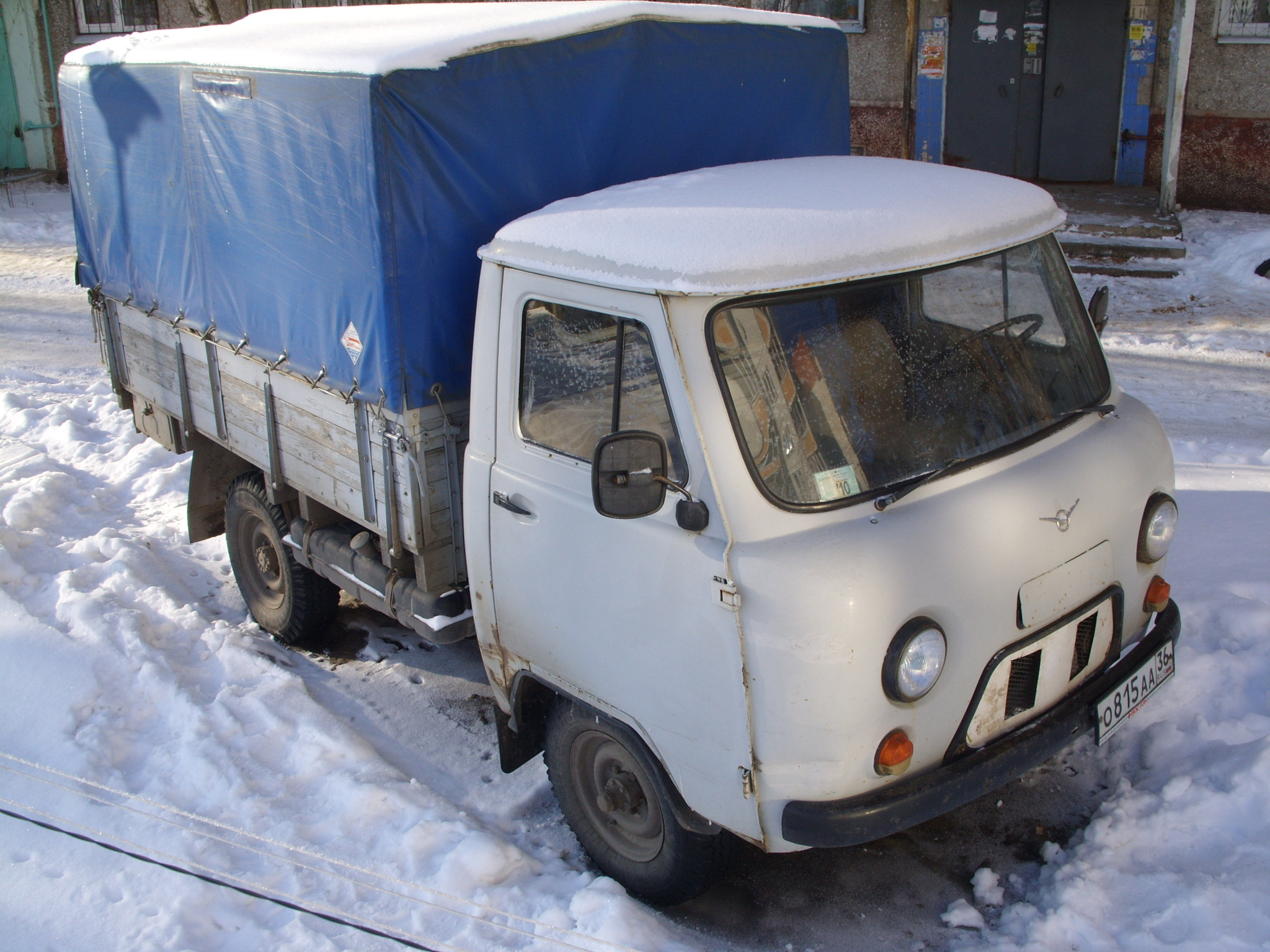
يو أي زي حمل 2 مقعد+850 كغم حمولة
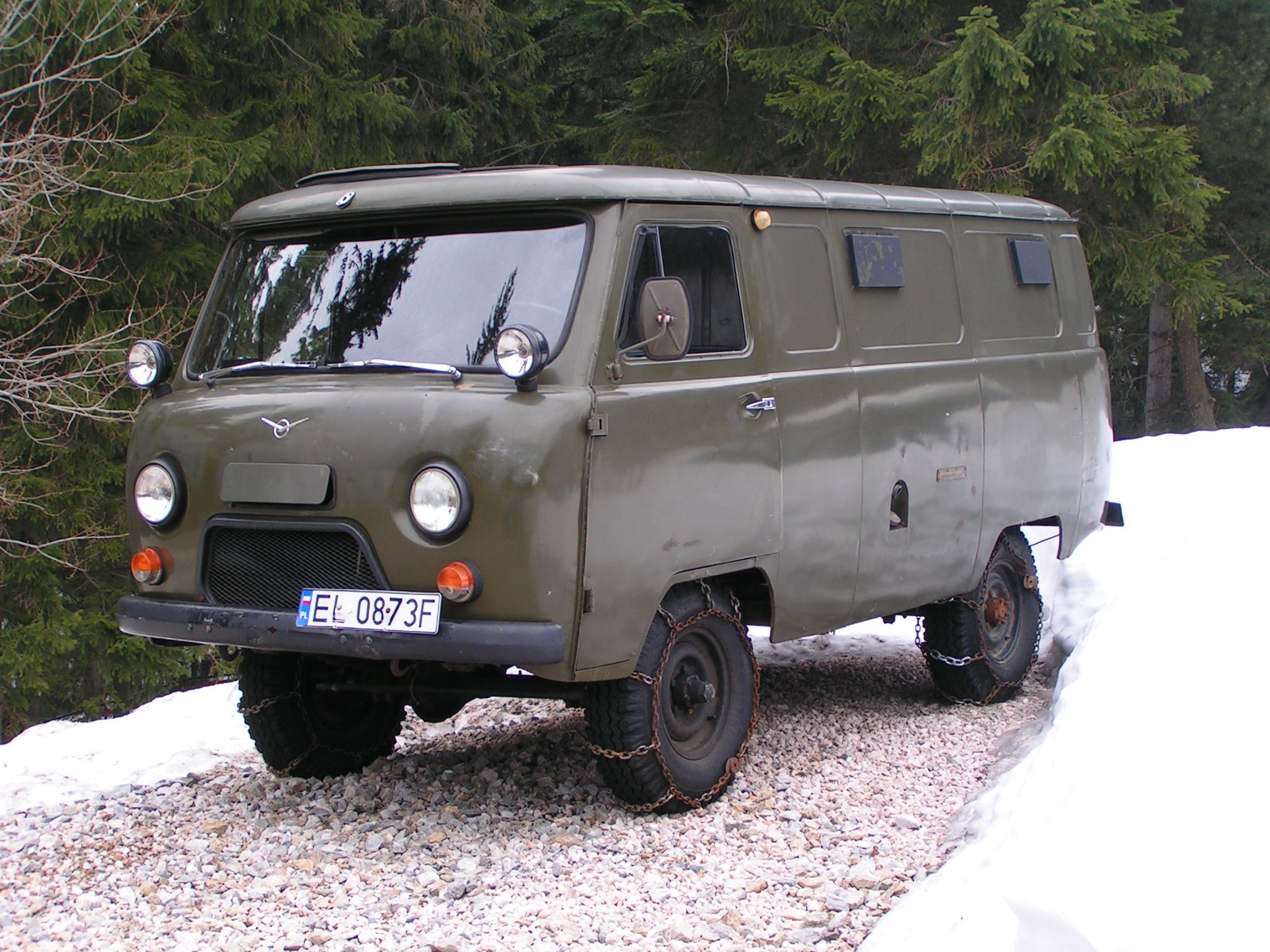
يو أي زي عربة نقل
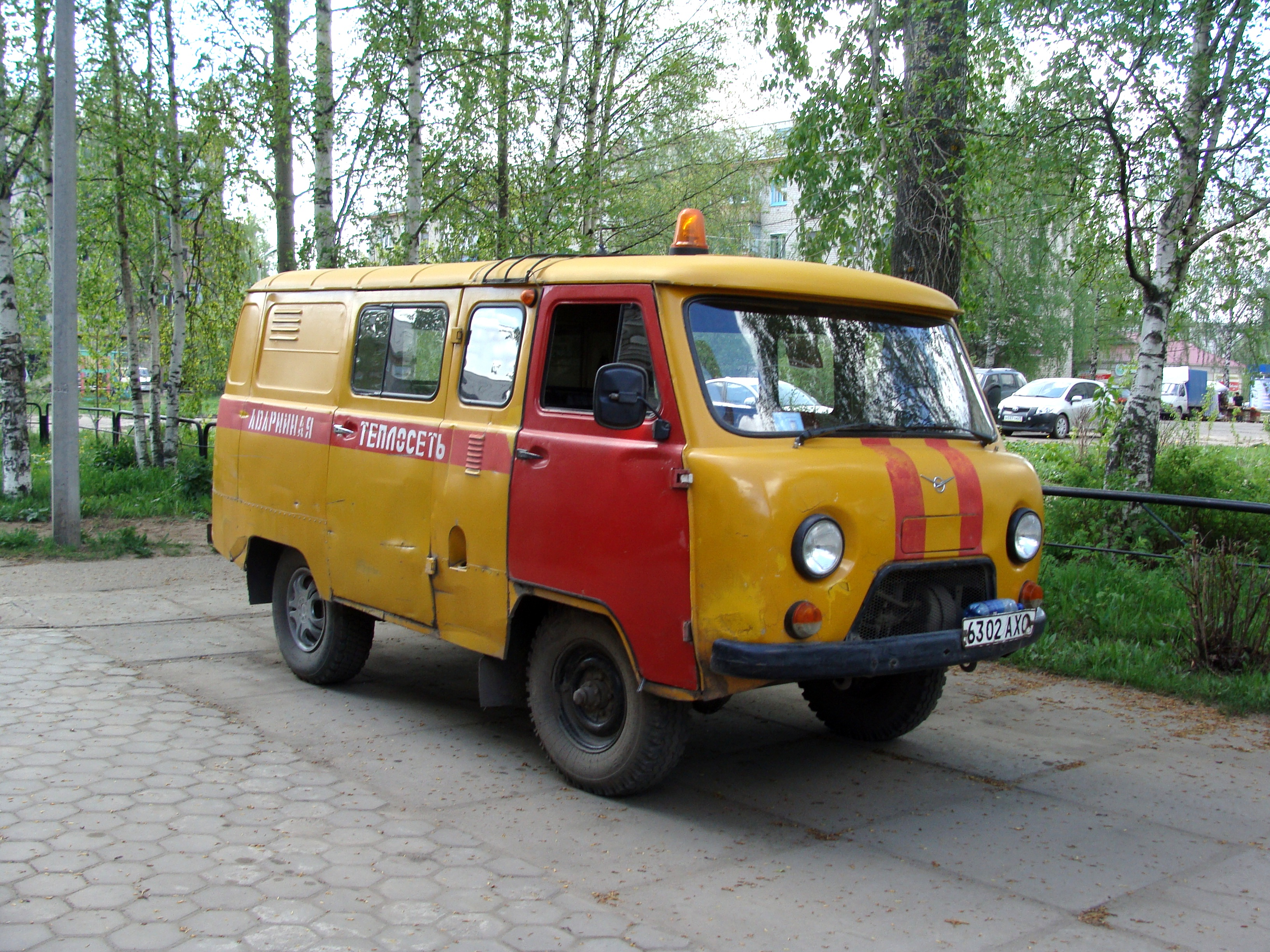
يو أي زي سيارة طوارئ
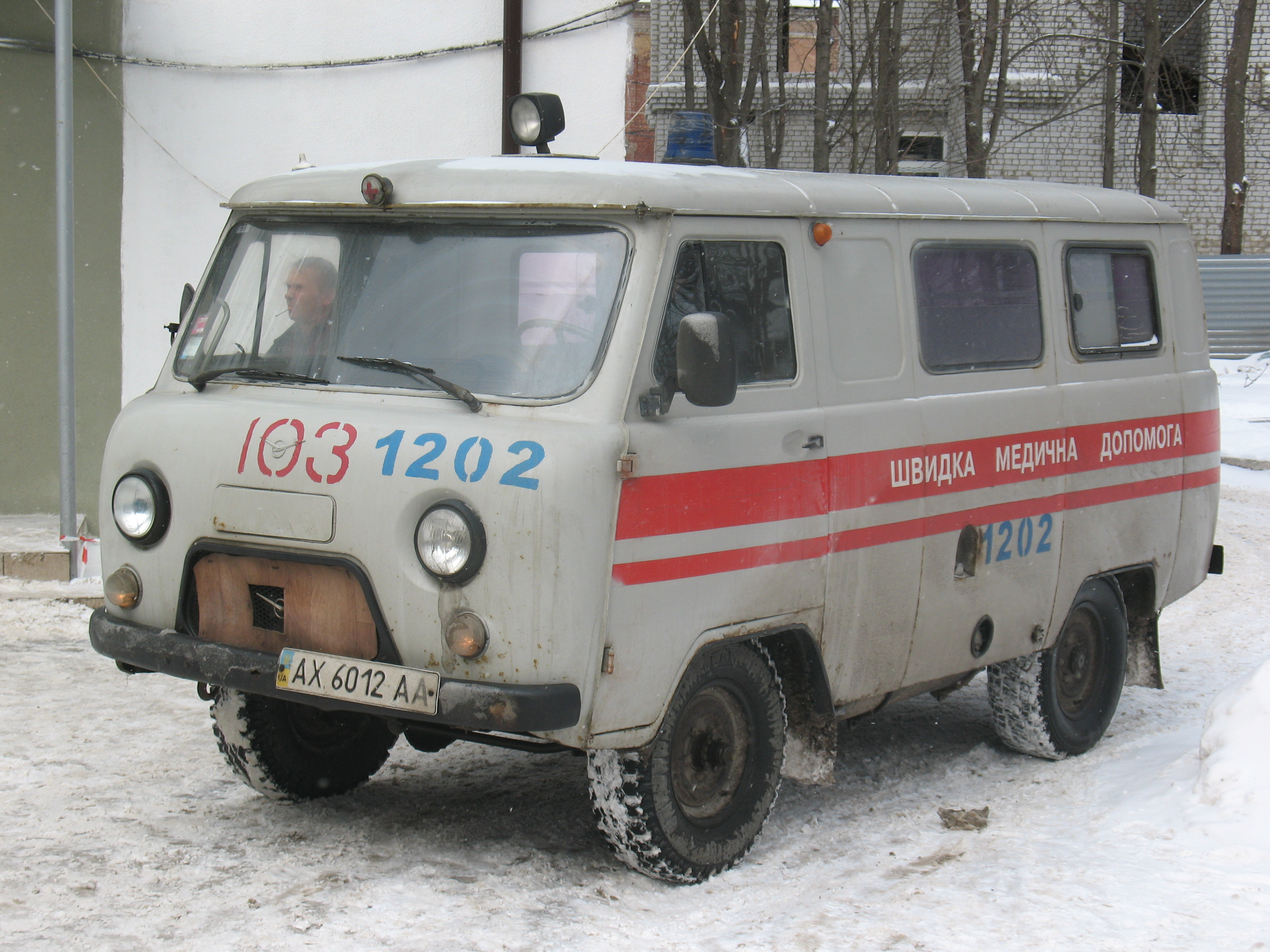
يو أي زي أسعاف
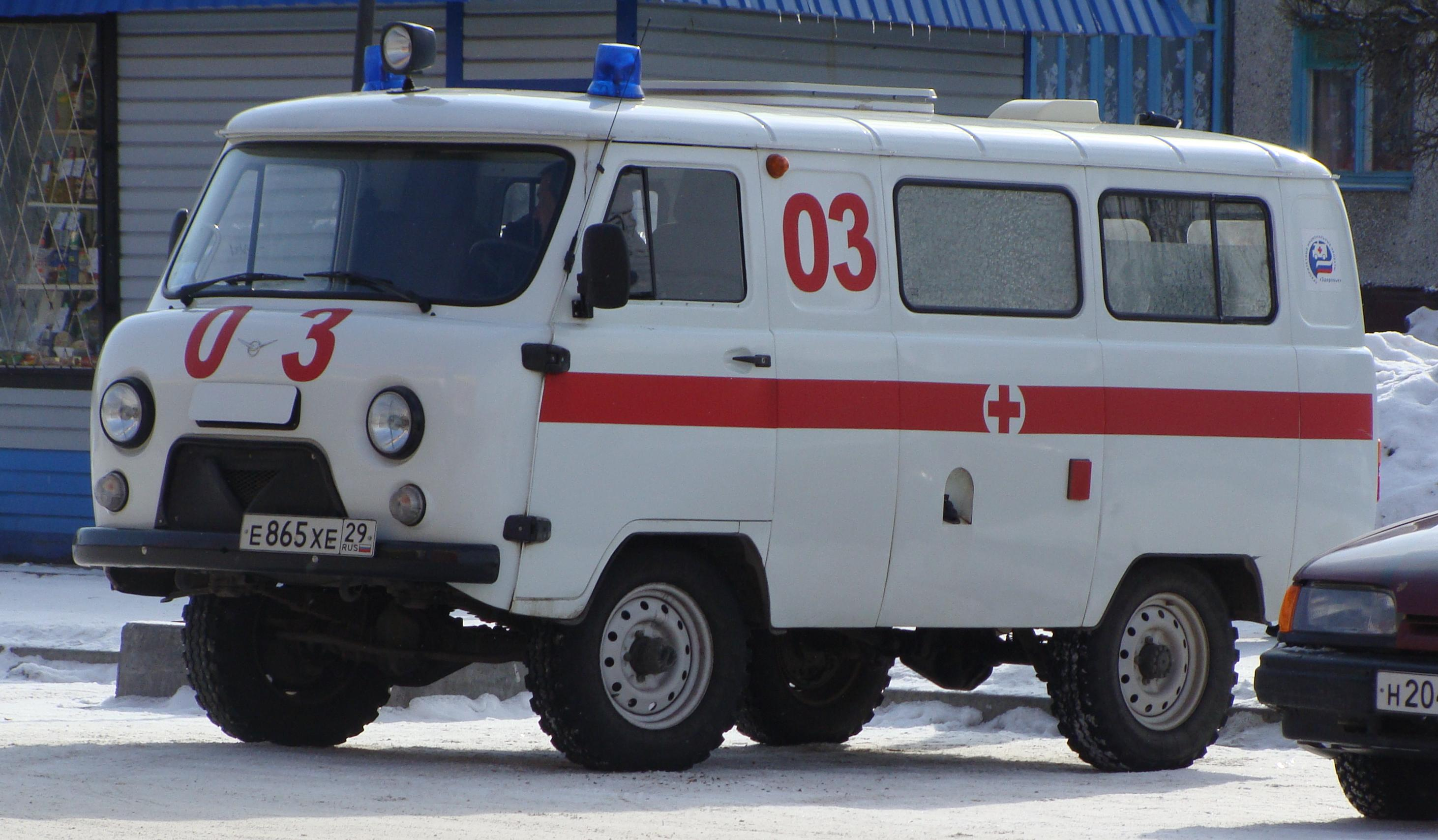
يو أي زي أسعاف
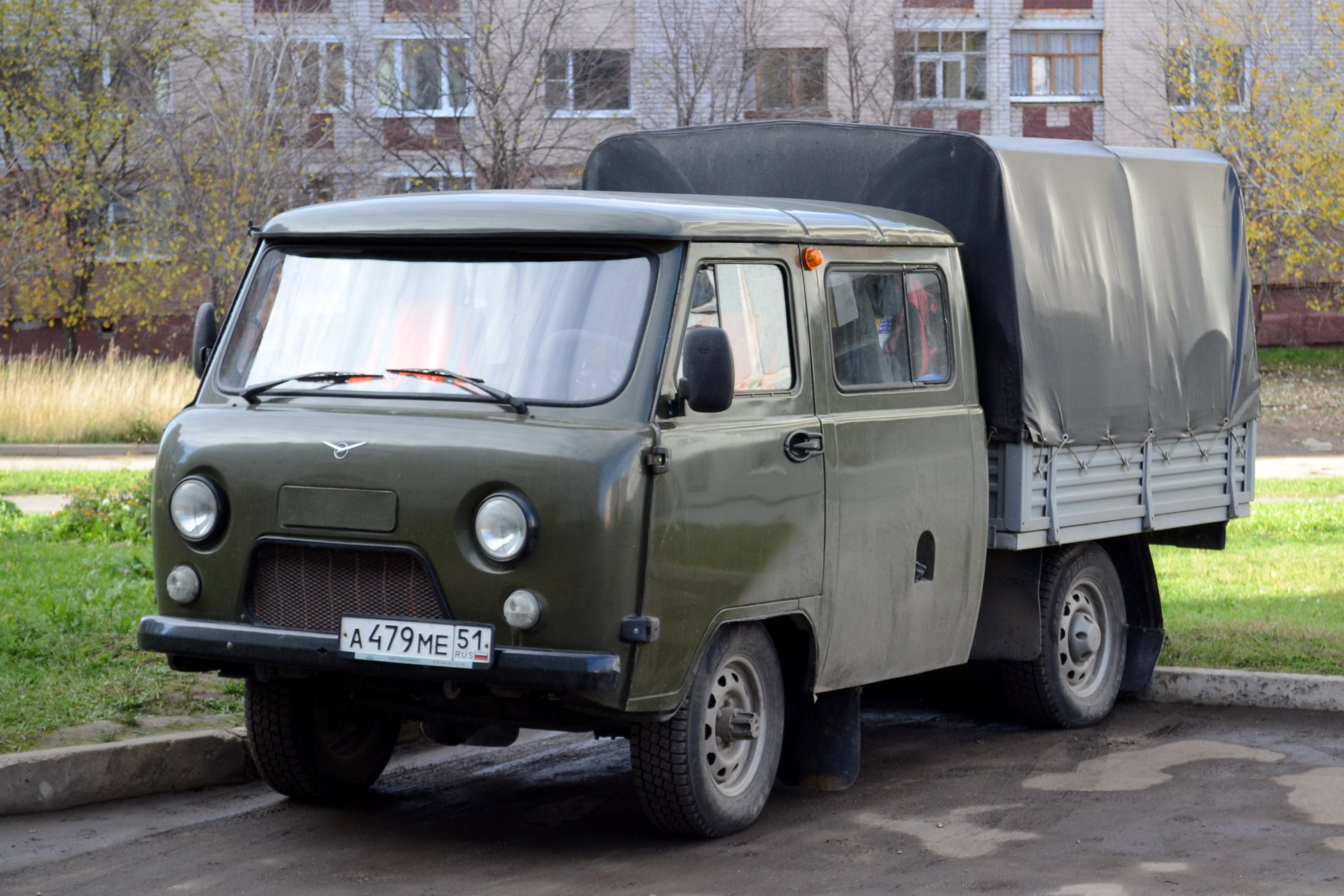
يو أي زي حمل دبل كابينة 5 مقاعد+450 كغم حمولة
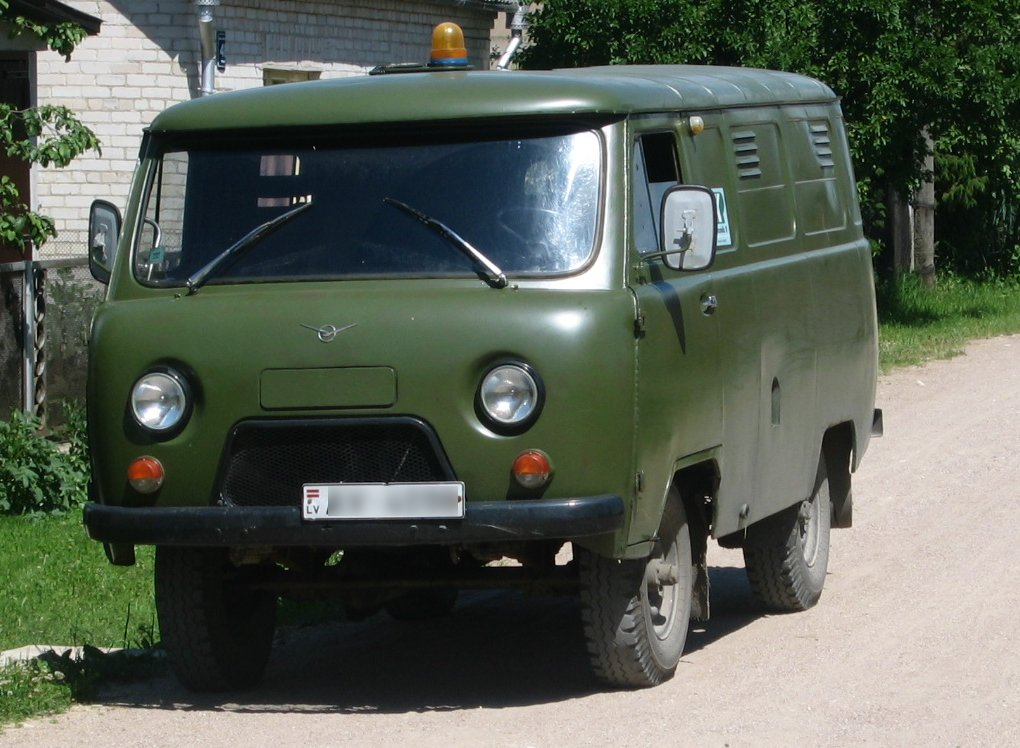
يو أي زي منظر أمامي
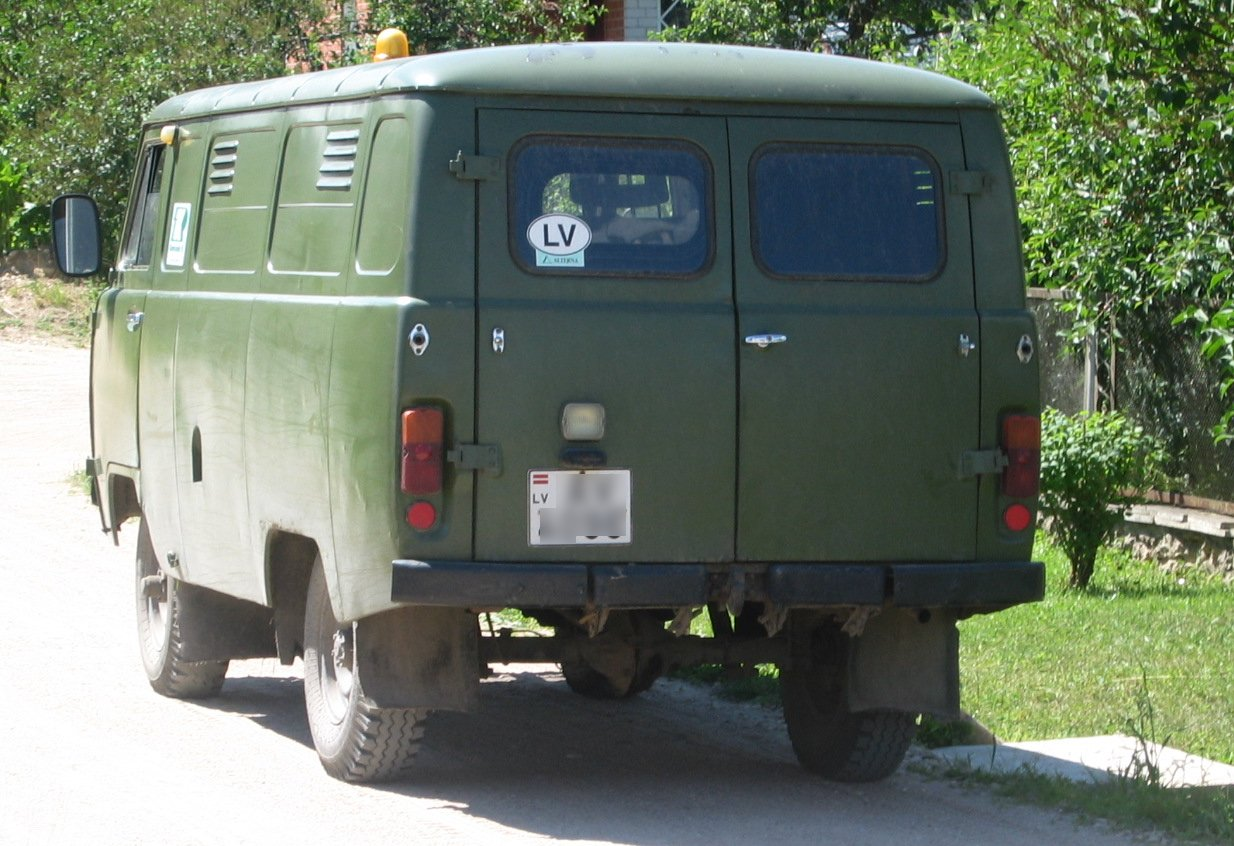
يو أي زي منظر خلفي